# Glew
Glew – miasto w Argentynie, w prowincji Buenos Aires. Drugie pod względem liczby ludności miasto w Partido Almirante Brown. Jest częścią aglomeracji Wielkiego Buenos Aires. Znajduje się 33 km od Buenos Aires i 54 km od stolicy prowincji miasta La Plata. W 2010 r. miasto zamieszkiwało 57,8 tys. mieszkańców.

Miejscowość została założona w 1888 r. pod nazwą Pueblo Cambáceres. W 1957 r. miejscowość otrzymała prawa miejskie, jako Glew. Nazwa miasta pochodzi od nazwiska Juana Glewa, który był właścicielem tych ziem w XIX wieku.